# Vilhelm Ekelund
Otto Vilhelm Ekelund, född 14 oktober 1880 i Stehag, Skåne, död 3 september 1949 i Saltsjöbaden, var en svensk poet, författare och aforistiker. Han var bror till läkaren Axel Ekelund.

## Biografi
Ekelund debuterade i den lundensiska studentkalendern I skilda färger år 1900, tillsammans med Mauritz Krook, Alfred Fjelner och Nils P. Svensson. Ett par månader senare samma år utkom han med sin egen första diktsamling, Vårbris. I dessa tidiga verk mottogs han som en arvtagare till skånska poeter som A.U. Bååth, Emil Kléen och Ola Hansson. De följande åren fram till 1909 utkom han med flera diktsamlingar innan han lämnade poesin för gott och med essäsamlingen Antikt ideal positionerade sig som en betydande essä- och aforismförfattare. Han bodde i Berlin från 1908 och levde där i "landsflykt" efter att ha dömts till en månads fängelsestraff för att ha varit i slagsmål med en länsman i Göteborg. Mellan åren 1912 och 1921 bodde han i Danmark. 1921 återvände han till Sverige.
Ekelund var poetiskt inspirerad av Ola Hansson som han ansåg vara den mest betydelsefulla poeten i Sverige sedan Erik Johan Stagnelius. Ekelund tillhörde, precis som Ola Hansson, en symbolistisk riktning inom lyriken. I Swedenborgs anda lät han själstillstånd och attityder speglas av växter. Detta gällde främst hans hemtrakter i Skåne, Ringsjöbygden, ur vilken han hämtade mycket inspiration. I städerna fängslades Ekelund däremot av det ideellt mänskliga som han där uppfattade i kontrast till socialt elände. Upplevelsen av stadsliv förde Ekelund i riktning mot det personligt tragiska och målet i hans litterära produktion blev att gestalta "det mänskliga". Ekelunds första diktsamling, Vårbris, är skriven i bunden vers. Syner präglas dock av formell förnyelse. Rent allmänt brukar man säga att hans poesi kännetecknas av ett "förtätat" språk. 
De första essä- och aforismsamlingarna Antikt ideal (1909), Böcker och vandringar (1910) och Båge och lyra (1912) beredde vägen för Ekelunds polemiska och musikaliska poesi samt en kulturkritik och personlighetsfilosofi. Inledningsvis utgjorde Friedrich Nietzsche en inspirationskälla, och senare persisk mystik och Daodejing översatt av Eric Hermelin.  
Ekelunds senare böcker, från och med Elpidi (1939), utgavs av Vilhelm Ekelundsamfundet i Helsingborg, som bildats av några av Ekelunds vänner så att författaren skulle kunna verka friare från dagsmarknad och kritikers värderingar. Samfundet består än idag och har sitt säte i Lund med Jonas Ellerström som dess ordförande. Till tidigare medlemmar i samfundet räknas bland många andra Pär Lagerkvist, Harry Martinson, Johannes Edfelt och Gösta Oswald.
Ekelund var också sporadiskt verksam som översättare och översatte bland annat antika grekiska lyriker, Giacomo Leopardi, Francesco Petrarca och Georg Christoph Lichtenberg. Han finns själv översatt bland annat till engelska, tyska, franska och danska. Elmer Diktonius tonsatte dikter av Ekelund.
Ekelund tilldelades Frödingstipendiet 1926 och utsågs 1937 till filosofie hedersdoktor vid Lunds universitet.
Vilhelm Ekelund var gift med danskan Anne Margrethe Ekelund. Tillsammans hade de dottern Anne-Marie Ekelund (senare Hedlund).
Ekelund är begravd på Skogsö kyrkogård i Saltsjöbaden. Hans efterlämnade papper finns på Universitetsbiblioteket, Lunds universitet.

### Samlade upplagor och urval
- Valda dikter. Stockholm: Bonnier. 1913. Libris fxx7kklqc56rkwqd Fulltext: Göteborgs universitetsbibliotek, Litteraturbanken
- Dikter. 1-3. Stockholm: Bonnier. 1921. Libris 1471889
  -  Dikter 1. Stockholm: Bonnier. 1921. Libris h009zhmpf1g70gp7. https://gupea.ub.gu.se/2077/78763
  -  Dikter 2. Stockholm: Bonnier. 1921. Libris 6pp0n5bs457m01fl. https://gupea.ub.gu.se/2077/78764
  -  Dikter 3. Stockholm: Bonnier. 1921. Libris 0hhsg52qxkrn92vf. https://gupea.ub.gu.se/2077/78765
- Valda sidor och essays 1908-1930. Stockholm: Bonnier. 1933. Libris 4mmx9ps828l771qx Fulltext: Göteborgs universitetsbibliotek, Litteraturbanken
- Dikter. Vår tids lyrik, 99-0158080-3. Stockholm: Bonnier. 1951. Libris 496477
- Prosa. 1-2. Stockholm: Bonnier. 1952-1952. Libris 899812
- Skoltal / ett urval aforismer av Sven Lindqvist. FIB:s lyrikklubbs bibliotek, 0425-5232 ; 66. Stockholm: FIB:s lyrikklubb. 1961. Libris 8073131
- Själens tillflykt : dikter i urval / av Sven Lindner. Kammarbiblioteket, 99-0853564-1. Stockholm: Bonnier. 1962. Libris 81752
- Agenda : dagbok 13/6 1913 - 12/6 1914 / utgiven och kommenterad av Sven Lindqvist. Stockholm: Bonnier. 1966. Libris 8078320
- Brev : 1896-1916 / utgiven av Vilhelm Ekelundsamfundet ; red. av Nils Gösta Valdén och Algot Werin. Lund: Gleerup. 1968. Libris 11577
- Brev : 1917-1949 / utgiven av Vilhelm Ekelundsamfundet ; red. av Nils Gösta Valdén och Algot Werin. Lund: Gleerup. 1970. Libris 556585
- Hjärtats vaggvisor : efterlämnade dikter  / sammanställda och utgivna av Nils Gösta Valdén. Stockholm: Bonnier. 1970. Libris 8078681
- Hemkomst och flykt : självbiografiska anteckningar / utgiven av Vilhelm Ekelundsamfundet ; red. av Nils Gösta Valdén. Lund: Gleerup. 1972. Libris 78175
- Hjärtats väg dikter i urval / med inledning av Algot Werin. Svalans lyrikklubb, 0586-0326 ; 448. Stockholm: Bonnier. 1974. Libris 7144267. ISBN 9100391379
- Ur en scholaris' verkstad : studier och kommentarier / utgiven av Vilhelm Ekelundsamfundet ; [red. av Nils Gösta Valdén]. Lund: Gleerup. 1974. Libris 106983
- Aforismer och sentenser 1907-1949 / [utg. av] Vilhelm Ekelundsamfundet ; [red. av Nils Gösta Valdén]. Lund: LiberLäromedel/Gleerup. 1980. Libris 7270771. ISBN 9140047563
- Den ensammes stämningar : artiklar och dikter 1898-1910 / [redaktion, efterskrift, kommentarer: Jonas Ellerström]. Borås: Ellerström. 1984. Libris 7758470. ISBN 918648804X
- Samlade dikter. 1 / under redaktion av Jonas Ellerström och med inledning av Katarina Frostenson. Svenska klassiker / utgivna av Svenska akademien, 99-2090989-0. Stockholm: Atlantis. 2004. Libris 18150801. ISBN 9173530077. http://litteraturbanken.se/forfattare/EkelundV/titlar/SamladeDikter1/info
- Samlade dikter. 2 / under redaktion av Jonas Ellerström och med inledning av Katarina Frostenson. Svenska klassiker / utgivna av Svenska akademien, 99-2090989-0. Stockholm: Atlantis. 2004. Libris 18150800. ISBN 9173530085. http://litteraturbanken.se/forfattare/EkelundV/titlar/SamladeDikter2/info
- Oroligt blod : berättelser och skisser / med inledning och efterord av Jonas Ellerström. Lund: Ellerström. 2013. Libris 14404251. ISBN 9789172473485

## Priser och utmärkelser
- 1916 – De Nios Stora Pris
- 1924 – De Nios Stora Pris
- 1926 – Gustaf Frödings stipendium
- 1937 – Hedersdoktor vid Lunds universitet
- 1944 – Bellmanpriset
- 1947 – Tegnérpriset